# 케이프타운 프라이드

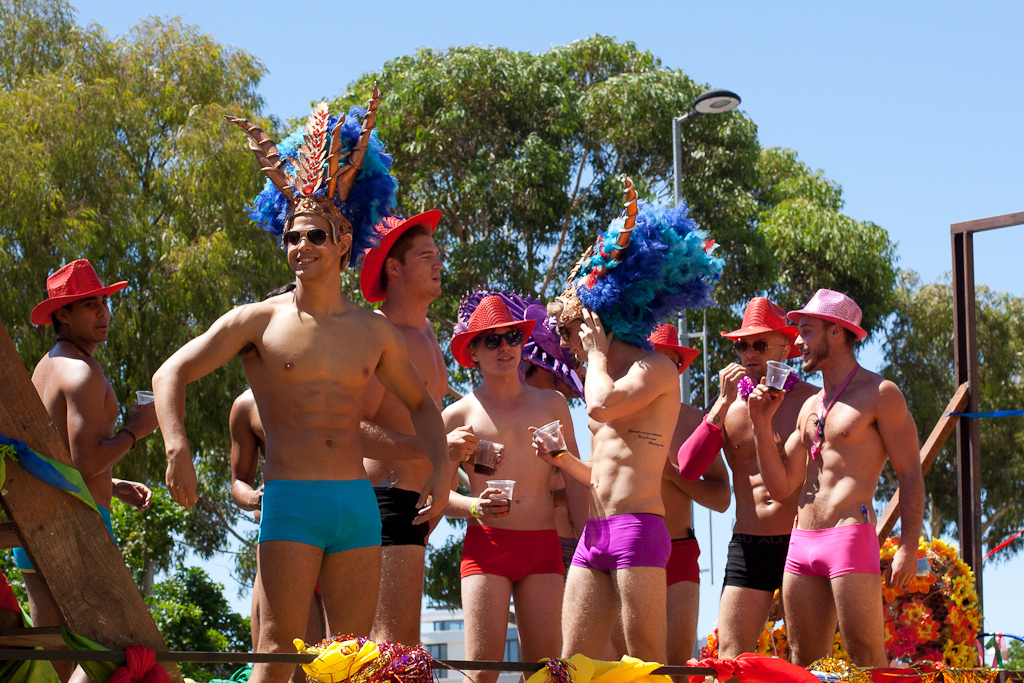

케이프타운 프라이드(Cape Town Pride)는 남아프리카 공화국의 케이프타운에서 열리는 프라이드 퍼레이드로 끝나는 연례 게이 프라이드 행사이다. 대개 2월말쯤에 시작되며 축제, 파티 및 기타 행사가 열리는 주이다.